# تعنایل
تعنایل (به عربی: تعنایل) یک منطقهٔ مسکونی در لبنان است که در شهرستان زحله واقع شده‌است. تعنایل ۸۳۰ متر بالاتر از سطح دریا واقع شده‌است.